# Sarah Sophie

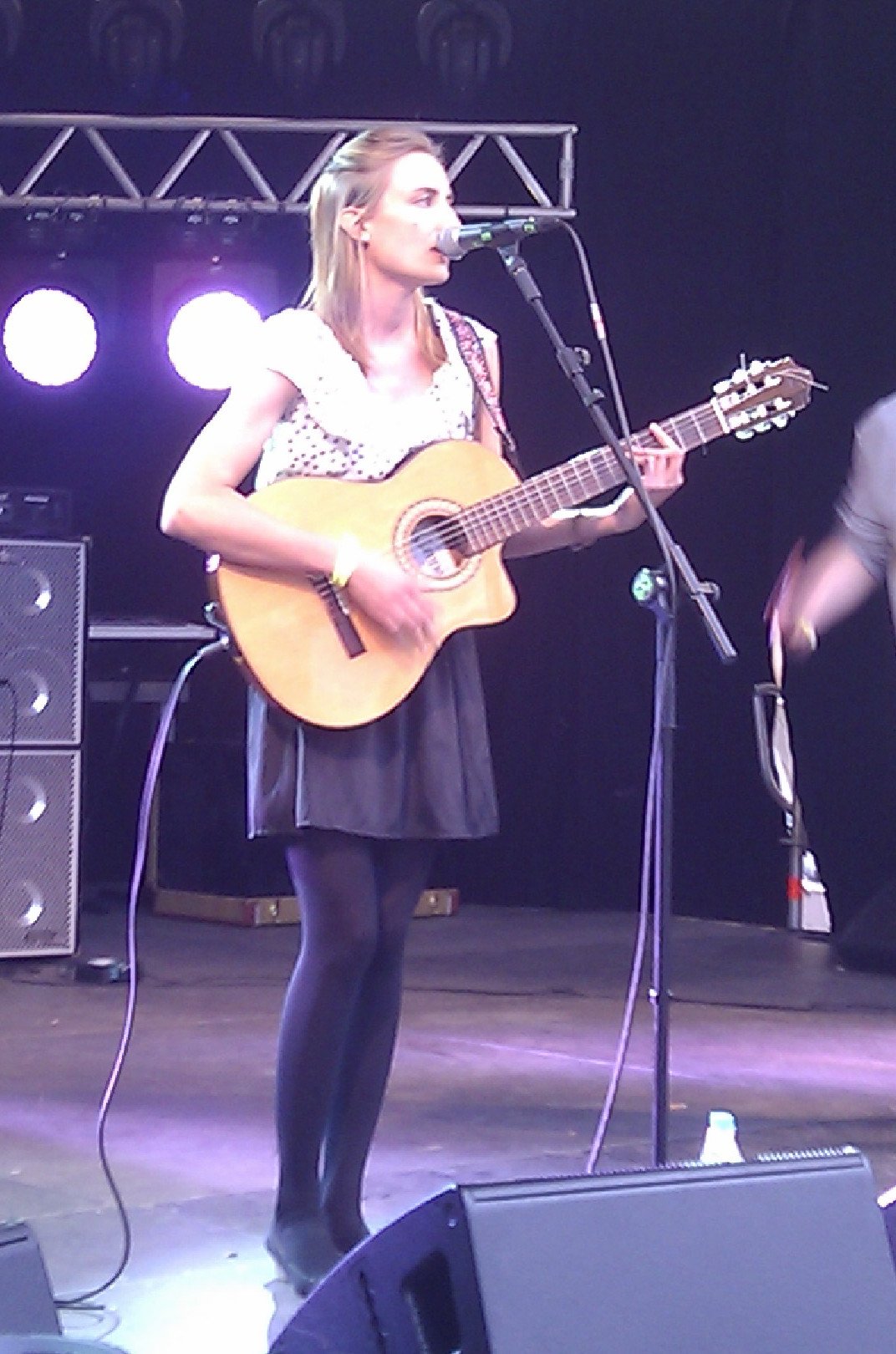
Theatron MusikSommer 2014

Sarah Sophie (eigentlich Sarah Sophie Jakubsche; * 1988) ist eine deutsche Singer-Songwriterin. Ihre beiden Vornamen dienen als Künstlername sowie als Bandname.

## Werdegang
Sarah Jakubsche wuchs in Haar bei München auf und spielte als Jugendliche auch Fußball beim dortigen TSV Haar. Sie besuchte in München die Städtische Rainer-Werner-Fassbinder-Fachoberschule für Sozialwesen und Gestaltung (Anton-Fingerle-Zentrum) und war dort auch in der Theatergruppe aktiv. Ursprünglich wollte sie ein Schauspielstudium absolvieren. Über das Musiktheaterprojekt Schockgefroren III von Evelyn Hriberšek kam sie 2008 zur Musik und nahm dann mehr Gesangs- als Schauspielunterricht.

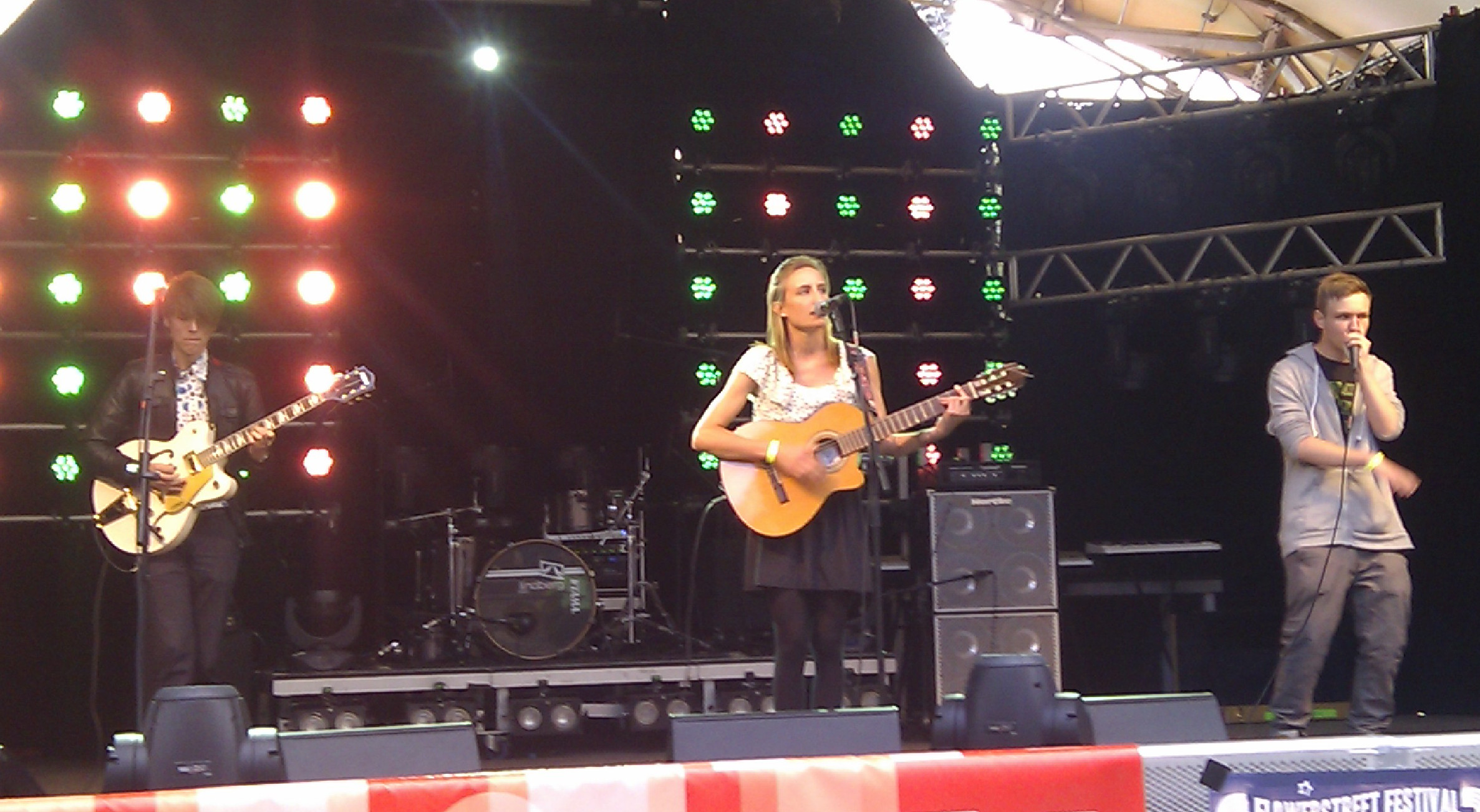
Sarah Sophie (Mitte),
begleitet von Amadeus Böhm (li.) und Beatboxer „Trash“ (re.)

2009 schrieb sie ihren ersten Song und trat anfangs, damals noch unter dem Namen Sarah Jakubsche, solo mit Gitarre und Klavier auf. Bei Bühnenauftritten lässt sich die Musikerin seit Ende 2010 regelmäßig vom Beatboxer „Trash“ begleiten, der anfangs auch die zweite Gitarre spielte und gelegentlich die zweite Stimme sang. Hierbei handelt es sich um das Künstlerpseudonym von Sebastian „Timo“ Eckmüller (* 25. Dezember 1995). Dieser gewann als Solokünstler 2012 beim 1. Stuttgarter Beatbox Wettbewerb im Renitenztheater den „Robeat Award“ und 2013 belegte er beim BeatBox Battle Schweiz in Zürich den zweiten Platz.
2010 erschien bei Flowerstreet Records die Debüt-EP, die 2012 nach dem Labelübertritt zum Schwesterlabel In Bloom Records neu veröffentlicht wurde. Zur Bühnen- und Aufnahmebesetzung ihrer Band zählt seit einigen Jahren auch Amadeus Böhm (E-Gitarre, Backgroundgesang), Labelbetreiber von Flowerstreet Records und In Bloom Records. Im Februar 2015 stellte Sarah Sophie im Münchener Cord Club im Rahmen einer Release-Party das erste Album vor.
Seit 2015 hat die Sängerin zusätzlich die Bassistin Julia Hornung (* 1990), bekannt von Vivid Curls, in der Band.

## Diskografie
- 2010: Looking for Perception (EP; Flowerstreet Records)
- 2012: Confessions (Single; In Bloom Records)
- 2012: Looking for Perception (EP-Neuveröffentlichung; In Bloom Records)
- 2015: Different (Album; Flowerstreet Records)